# Wall (Dakota del Sud)
Wall és una població dels Estats Units a l'estat de Dakota del Sud. Segons el cens del 2000 tenia 818 habitants.

## Demografia
Segons el cens del 2000, Wall tenia 818 habitants, 349 habitatges, i 212 famílies. La densitat de població era de 156,4 habitants per km².
Dels 349 habitatges en un 28,1% hi vivien nens de menys de 18 anys, en un 51,3% hi vivien parelles casades, en un 7,2% dones solteres, i en un 39% no eren unitats familiars. En el 35% dels habitatges hi vivien persones soles el 16,6% de les quals corresponia a persones de 65 anys o més que vivien soles. El nombre mitjà de persones vivint en cada habitatge era de 2,31 i el nombre mitjà de persones que vivien en cada família era de 3,03.
Per edats la població es repartia de la següent manera: un 25,9% tenia menys de 18 anys, un 7,9% entre 18 i 24, un 20,5% entre 25 i 44, un 27,5% de 45 a 60 i un 18,1% 65 anys o més.
L'edat mediana era de 42 anys. Per cada 100 dones de 18 o més anys hi havia 91,8 homes.
La renda mediana per habitatge era de 36.563 $ i la renda mediana per família de 45.417 $. Els homes tenien una renda mediana de 29.286 $ mentre que les dones 19.821 $. La renda per capita de la població era de 20.848 $. Entorn del 5,8% de les famílies i el 8,7% de la població estaven per davall del llindar de pobresa.

## Poblacions properes
El següent diagrama mostra les poblacions més properes.